# Criònica

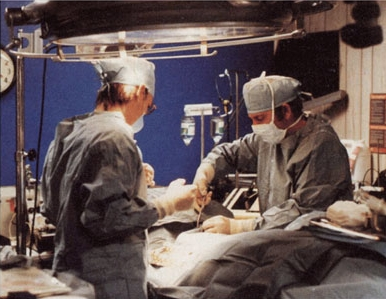
Tècnics preparant un pacient per a una criopreservació actual

La criònica és una tècnica de preservació de cadàvers humans o els seus caps mitjançant les baixes temperatures (generalment a −196 °C) de la criogènia s'ha de deixar en estat d'hibernació al pacient per ser reanimat en cas que en el futur es pugui desenvolupar la resurrecció. Aquest procediment és vist amb escepticisme per la comunitat científica, i en general es considera una pseudociència.
El procés és anomenat criopreservació i consta de tres passos: refredament, emmagatzematge, i reanimació. Teòricament en el primer pas es refreda l'organisme fins a arribar a la temperatura adequada per a evitar la degradació bioquímica i reduir l'activitat del metabolisme fins a una abolició pràctica; en el segon es manté preservat en unes condicions idònies i finalment es reanima després d'un període de preservació.
S'especula que pot tenir diverses aplicacions: mèdiques (preservar a un organisme que pateix una malaltia incurable fins a la solució d'aquesta), espacials (preservar la tripulació dels trajectes espacials de llarga durada per no envellir durant el trajecte i aprofitar, pràcticament, l'absència de necessitats en estat de criopreservació), conservació d'espècies o organismes singulars per a la seva posterior investigació en viu… Actualment la criopreservació només es pot realitzar amb pacients en estat de mort legal. Això es fa amb l'esperança que en un futur la tecnologia estarà suficientment desenvolupada com per reanimar els usuaris i curar-los correctament, ja que actualment ambdues coses són impossibles.

## Premisses de la criònica
Els adeptes de la criònica parteixen d'un seguit d'hipòtesis que els donen per certes, tot i queden controvertides.
La premissa central de la criònica és que la memòria a llarg termini, la personalitat i la identitat s'emmagatzemen en estructures cel·lulars que no requereixen activitat cerebral contínua per sobreviure. Aquesta premissa està generalment acceptada en medicina. Se sap que sota certes condicions, el cervell pot deixar de funcionar (per refredament, per anestèsia general, per hipòxia, isquèmia, o per qualsevol mètode) i recuperar la memòria més tard, tot i que actualment pot patir danys.
Altres premisses de la criònica són que la personalitat està codificada a la memòria i no necessita activitat cerebral per mantenir-se, que aquestes estructrues de personalitat es poden preservar mitjançant la criònica i que en un futur la ciència estarà prou avançada com per recuperar correctament aquestes estructures.

## Obstacles
La criònica, avui en dia, presenta diversos obstacles. La gran majoria es concentren en el procés de reanimació, però durant el procés de refredament també es produeixen danys que són un gran problema. Tot i que la criopreservació està avançant avui en dia és encara una pràctica impossible de realitzar al complet.

### Obstacles durant el refredament
El refredament és el procés on se substreu calor de l'organisme que es vol criopreservar fins a deixar-lo a una temperatura pròxima als 77,15 K, aproximadament la temperatura d'ebullició del nitrogen, mitjançant nitrogen líquid.
El principal problema és que en el procés l'organisme, que bàsicament és constituït d'aigua, crea cristalls de gel (que augmenten de volum) i causen danys mecànics i químics a zones amb alta presència d'aigua com els vasos sanguinis o el cervell. Actualment el dany patit per la formació de cristalls a nivell cèl·lular és pràcticament inexistent, ja que això només passa si la velocitat de congelació excedeix la pèrdua osmòtica d'aigua en l'espai extracel·lular.
Tot i així aquest dany produït per la congelació encara és un problema. Per a superar aquest obstacle s'ha plantejat l'ús de crioprotectors, com el glicerol o altres lípids. Aquests productes reemplacen l'aigua i eviten la formació dels cristalls reduint així en gran manera el dany que es faria sense aquests composts.
Així doncs, quan s'usen els crioprotectors i es refreda l'organisme s'evita en gran part la formació de cristalls. Duent a terme així un procés de vitrificació, és a dir, una congel·lació d'aigua sense formació de cristalls (amb absència d'estructura cristal·lina). Les primeres solucions crioprotectores amb capacitat de vitrificar a velocitats de refredament lentes (per evitar tant la formació de cristalls a nivell cel·lular com una escala més gran) sense deixar de ser compatibles amb la supervivència del teixit es van desenvolupar la fi del segle xx pels criobiòlogs Gregory Fahy i Brian Wowk amb el propòsit de transportar i mantenir durant més temps els òrgans trasplantables.
La clínica criònica Alcor Life Extension Foundation va aprovar aquestes mètodes, perquè es creu que permeten la vitrificació d'algunes parts del cos humà, especialment el cervell. També s'han fet proves amb cervells d'animals que van ser vitrificats, reescalfats, i en ser examinats el dany per la formació de cristalls era inexistent. L'institut Cryonics Institute també utilitza una solució de vitrificació desenvolupada pel criobiòleg Yuri Pichugin, que apliquen principalment al cervell.
La vitrificació en criònica és diferent a la vitrificació en criobiologia corrent perquè no és reversible amb la tecnologia actual. És només vitrificació estructural. Quan té èxit pot prevenir lesió per congelació en algunes parts del cos, però al preu de la toxicitat causada pels productes químics crioprotectors. La naturalesa d'aquesta toxicitat és encara poc coneguda. Els criobiòlegs assumeixen que la toxicitat és més subtil i es pot reparar més fàcilment que el dany estructural que es causaria sense usar crioprotectors durant la congelació. Així, per exemple, si la toxicitat es deu a la desnaturalització de les proteïnes, les proteïnes podrien ser reparades o substituïdes.

### Obstacles durant la reanimació
La reanimació, per altra banda, presenta també dificultats. Igual que durant el refredament, també durant la reanimació hi ha danys per la formació dels cristalls de gel als òrgans. En cas que el subjecte no patís cap dany per la formació de cristalls de gel també estaria afectat per la posterior toxicitat, que originen els agents que prevenen els cristalls de gel. A més hi ha altes probabilitats de patir isquèmia durant la reanimació, a causa de la lenta recuperació del reg sanguini normal a tot el cos.

### Obstacles socials
A part dels problemes biològics i tecnològics que presenta el procés de criònica dels humans i animals també és previsible una forta oposició des de diversos grups socials/religiosos. El fet de portar humans a un estat de "mort" i el "tornar-los a la vida" pot ser motiu de polèmica. A part d'altres dilemes morals que es puguin presentar.
Aquests problemes i obstacles, entre d'altres, han causat que fins avui dia la criopreservació no sigui possible.

## Neuropreservació
La neuropreservació és la criopreservació del cervell, habitualment dintre del cap, i separada quirúrgicament de la resta del cos. Aquest és el segon mètode que s'imagina que podria funcionar en un futur. La criopreservació tradicional és el procés efectuat al cos complet, al qual s'ha fet referència durant tot l'article majoritàriament.
Aquesta tècnica està motivada pel fet que el cervell és l'origen de la persona psicològicament i també per les possibles reconstruccions futures de la resta del cos (ja sigui mecànic o biològic). Encara que aquesta tècnica pot resultar absurda perquè si mai s'aconsegueix regenerar un cos segurament serà molt més fàcil reparar els possibles danys que hi hagi a l'organisme sense haver-lo de crear de nou. A part, la substitució del cos és molt probable que ocasioni altres problemes derivats. A més a més, si mai s'aconsegueix la criopreservació del cos complet sempre serà una tècnica molt més "elegant".

## Criònica a la pràctica
Tenint en compte el cicle de vida de les empreses, és extremadament improbable que cap empresa de criònica pugui continuar existint durant el temps suficient per aprofitar fins i tot els suposats beneficis que s'ofereixen: històricament, fins i tot les empreses més robustes només tenen una possibilitat de cada mil sobrevivint fins i tot cent anys. Moltes empreses de criònica han fracassat; a partir del 2018, tots els lots anteriors a 1973, excepte un, havien deixat de funcionar i els seus cadàvers emmagatzemats han estat descongelats i eliminats.

## Cultura
La criopreservació és una tècnica que ha anat calant a les multituds a causa de diversos films i altres produccions de divulgació pública. Exemples de procés de criònica són Demolition Man, on el personatge principal és criopreservat com a criminal per a ser reanimat posteriorment per a combatre un criminal de l'època futura. També el videojoc Halo: Combat Evolved on el protagonista durant els viatges espacials és criopreservat en cilindres, dissenyats per a aquesta específica tasca, fins a arribar al destí final.
Fets com aquests, han promogut també la fundació de societats que discuteixen sobre la criònica i la criopreservació.